# Хосокава Кацумото
Хосокава Кацумото (яп. 细川 胜元 1430 — 6 июня 1473) — японский государственный и военный деятель XV века периода Муромати, глава рода Хосокава (1442—1473), канрэй (советник) сёгуната Муромати (1445—1449, 1452—1464, 1468—1473).

## Биография
Хосокава Кацумото родился в 1430 году в самурайской семье Хосокавы Мотиюки (1400—1442), высокопоставленного чиновника сёгуната Муромати. Его отец в 1432—1442 годах занимал должность канрэя (первого советника сёгуна).
В сентябре 1442 года после смерти своего отца Мотиюки 13-летний мальчик стал главой рода Хосокава и был назначен военным губернатором провинций Сэтцу, Тамба, Сануки и Тоса. В 1445 году Кацумото получил назначение на должность канрэя, сёгунского советника. В течение 20 лет он трижды занимал эту должность, помогая сёгуну Асикаге Ёсимасе.
Кацумото был женат на дочери Яманы Содзэна. Вместе со своим тестем он часто вмешивался в междоусобицы рода Хатакэяма. Кацумото также помог возродить род Акамацу, действуя совместно с председателем политического ведомства сёгуната Исэ Садатикой.
В вопросе определения глав родов Сиба и Хатакэяма Кацумото выступил на стороне Сибы Ёситоси и Хатакэямы Масанаги, что привело к конфликту с тестем Яманой Содзэном, который поддерживал кандидатуры Сибы Ёсикадо и Хатакэямы Ёсинари. В 1467 году войска восточной коалиции под руководством Кацумото и западной коалиции под руководством Содзэна сошлись в бою в столице Киото, чем начали затяжную войну годов Онин. Сёгун Асикага Ёсимаса поддерживал первых, но конфликт решён не был.
6 июня 1473 года Кацумото умер от болезни, через 2 месяца после смерти своего врага Яманы Содзэна.
В течение своей жизни Кацумото считался мастером японской поэзии, живописи, стрельбы из лука. Он изучал медицину и дзен-буддизм под руководством монахов монастыря Мёсиндзи: Гитэна Гэнсё и Сэкко Сосина. На средства Кацумото были построены монастыри Рёан-дзи в Киото и Рёко-дзи в Тамбе.